# 杨静远
杨静远（1923年2月—2015年6月8日），笔名苑青，籍贯江苏省苏州市，湖南人，毕业于武汉大学、密歇根大学，中国大陆女性翻译家，曾在中国社会科学院工作，是中国作家协会成员。

## 名字
杨静远自叙其名字是父亲杨端六取自三国蜀国诸葛亮《诫子书》“非淡泊无以明志，非宁静无以致远”。

## 生平
1923年，杨静远出生在湖南省长沙市长沙县，父亲杨端六，曾就读于湖南省师范学堂、日本宏文学院、东京正则英语学校、东京第一高等学校、岡山第六高等学校，是武汉大学教授、经济学家；母亲袁昌英，毕业于英国爱丁堡大学、法国巴黎大学，武汉大学教授，学者、翻译家、作家；弟弟杨弘远，毕业于武汉大学。
1943年，杨静远开始发表作品。
1945年，杨静远毕业于武汉大学外文系，随后远赴美国留学，1948年毕业于美国密歇根大学英语文学系，得到硕士学位。
杨静远回国后在武汉大学外文系教书，后来又担任人民文学出版社的一名编辑，中国社会科学院的一名编辑。
1949年到1979年，杨静远担任人民文学出版社编辑。
1959年，杨静远被划分为右派分子。
2015年6月8日，杨静远在北京市清华长庚医院病逝。

## 作品
- 《勃朗特姐妹全集》（夏洛蒂·勃朗特、艾米莉·勃朗特；十卷）
- 《马克思传》
- 《恩格斯传》
- 《马克思恩格斯合传》
- 《哈丽特·塔布曼》（美国康拉德）
- 《夏洛蒂·勃朗特书信》[2]
- 《勃朗特一家的故事》（英国莱恩）
- 《柳林风声》（肯尼斯·格雷厄姆）[3]
- 《彼得·潘》（詹姆斯·巴里）[4]

## 奖项
- 2004年，中国翻译协会“资深翻译家”荣誉称号。